# 懷特奧克鎮區 (阿肯色州克里夫蘭縣)
懷特奧克鎮區（英語：White Oak Township）是位於美國阿肯色州克里夫蘭縣的一個行政鎮區。

## 地方資料
懷特奧克鎮區的面積為65.03平方千米，當中陸地面積為65.02平方千米，而水域面積為0.01平方千米。根據2010年美國人口普查的數據，當地共有人口295人，而人口密度為每平方千米4.54人。